# パーカッション・マガジン
パーカッション・マガジンとは、株式会社リットーミュージックが刊行する、パーカッションを対象とする不定期刊行誌である。創刊は2006年11月。

## 概要
リットーミュージックが手がける楽器別音楽専門誌の1つである。同社ではこれまで（ドラムに含めることが少ない楽器という意味での）パーカッションを、打楽器全般を対象とした雑誌である『リズム&ドラム・マガジン』に掲載していたが、ドラム専門誌としての役割が強い『リズム&ドラム・マガジン』との住み分けを目的として専門誌化したものが本誌である。

## 掲載内容
主に以下のような情報が掲載されている。
世界のパーカッションの紹介
世界各地のパーカッション（アフリカのジェンベ、ブラジルのアタバキ、キューバのコンガなど）を、地域別特集記事として、歴史や付録CDによる音などを用いて紹介している。
また、ローランドから発売されているHandSonicのような、電子パーカッションなど、パーカッション業界の最新事情も合わせて紹介されている。
パーカッショニスト紹介
フランシス・シルヴァ、仙波清彦、斎藤ノブなど、世界各地の著名パーカッショニストが紹介されている。
パーカッションメーカー紹介
パーカッション専門メーカーというものはほとんどなく、ドラムの太鼓類のメーカーでもあるケースがほとんどである。
パーカッション奏法セミナー
パーカッションの奏法について説明している。

## バックナンバー
| 号 | 発売日         | 特集 | 備考                                                                          | ISBN               |
| -- | -------------- | --- | ----------------------------------------------------------------------------- | ------------------ |
| 1  | 2006年11月28日 | 魅惑のアフリカン・リズム パーカッションが主役！打楽器de楽しく！気持ち良く！（パーカッショニスト紹介）                              | パーカッション奏法セミナーと称し、 プロの演奏や練習用リズム・パターンをCD収録 | ISBN 9784845613724 |
| 2  | 2007年7月31日  | 灼熱のブラジリアン・リズム 音とリズムを“磨く”ひとたち パーカッションが主役！打楽器de楽しく！気持ち良く！（パーカッショニスト紹介） | パーカッション奏法セミナーと称し、 プロの演奏や練習用リズム・パターンをCD収録 | ISBN 9784845614578 |
| 3  | 2008年3月28日  | 狂熱のキューバン・リズム 話題のカホン一気叩き！（田中倫明による13メーカー26台の叩き比べ） “ドラム・サークル”というムーヴメント     | パーカッション奏法セミナーと称し、 プロの演奏や練習用リズム・パターンをCD収録 | ISBN 9784845615384 |
| 4  | 2008年10月14日 | いい音で鳴らす 打楽器アンサンブルの妙 featuring ORQUESTA NUDGE! NUDGE!                                                             | 日本で入手可能なコンガ27本の叩き比べをCD収録                                  | ISBN 9784845616015 |
| 5  | 2009年3月31日  | 本気でカホン パーカッショニスト紹介：大儀見元、仙道さおり、岡部洋一、田中倫明                                                      | Complete Percussion Seminarと称し、 コンガとジェンベ奏法を解説                | ISBN 9784845616664 |